# Фукозилтрансфераза 3
Галактозид-3(4)-L-фукозилтрансфераза (англ. Galactoside 3(4)-L-fucosyltransferase; CD174; КФ 2.4.1.65) — фермент фукозилтрансфераза, продукт гена человека FUT3. Участвует в синтезе системы антигенов Lewis.

## Функции
Система антигенов Lewis включает фукозилированные гликосфинголипиды, синтезируемые экзокринными эпителиальными клетками, которые циркулируют в организме. Фукозилированные гликосфинголипиды играют роль в эмбриогенезе, тканевой дифференцировке, метастазировании опухолей, воспалении и бактериальной адгезии. Кроме этого, они могут абсорбироваться на эритроцитах, что и приводит к образованию группы крови Lewis. Фукозилтрансфераза 3 катализирует перенос фукозы на полисахарид-предшественник, который представляет собой заключительный этап синтеза антигена Lewis. Фермент обладает альфа-(1,3)-фукозилтрансферазной и альфа-(1,4)-фукозилтрансферазной каталитическими активностями. 
Мутации гена FUT3 приводят к Lewis-отрицательной группе крови.